# Lata (Abjasia)
Lata (en georgiano: ლათა; en abjasio: Лаҭа) es una aldea que pertenece a la parcialmente reconocida República de Abjasia, parte del distrito de Gulripshi, aunque de iure pertenece al municipio de Gulripshi de la República Autónoma de Abjasia de Georgia.

## Toponimia
El nombre Lata proviene de la palabra esvana lata (lugar para dividir).

## Geografía
Lata se encuentra en las estribaciones de los montes de Abjasia, a 52 km de Gulripshi. Las aldeas de Argunia, Jizaruja, Kadari, Kvenobani, Mardajuchi, Miasnikovka, Zemo Lata y Zenobani están bajo la administración de Lata.

## Historia
Lata está marcado en el mapa de 1861 de Mingrelia. Mencionado en la lista de emigrantes abjasios de 1864, formó parte de la comunidad de Dali. En 1923, la comunidad Atara-Lata con 7 aldeas se incluyó en el vólost de Gumista, y en 1925, existía el consejo rural de Lata. En 1930, las aldeas de Shua Lata y Zemo Lata fueron incluidas en el consejo de Lata.

## Demografía
La evolución demográfica de Lata entre 1959 y 1989 fue la siguiente:
| 259                                                 | 241 |
| (Fuente: Population of Abkhazia since Soviet times) |     |

Antes de la guerra de Abjasia, la mayoría de la población local eran georgianos.

## Infraestructura

### Arquitectura, monumentos y lugares de interés
En la aldea hay ruinas de un castillo y un palacio que datan de la Edad Media.